# NGC 4155
NGC 4155 é uma galáxia elíptica (E) localizada na direcção da constelação de Coma Berenices. Possui uma declinação de +19° 02' 28" e uma ascensão recta de 12 horas, 10 minutos e 45,6 segundos.
A galáxia NGC 4155 foi descoberta em 6 de Abril de 1885 por Lewis A. Swift.